# Ярополк Ростиславич
Ярополк Ростиславич († після 1196) — великий князь володимирський з 1174 по 15 червня 1175, син князя Ростислава Юрійовича, племінник великого князя Андрія Боголюбського.

## Життєпис
Уперше згадується в літописі під 1162 роком, коли разом з іншими родичами вигнаний із Суздальської землі Андрієм Боголюбським.
У 1173 Ярополк разом з дядьком Всеволодом Велике Гніздо посланий Михайлом Юрійовичем в Київ, але Давид Ростиславич взяв їх у полон. Згодом вони були випущені з полону в обмін на галицького княжича Володимира, перед цим захопленого Михайлом.
У 1174 покликаний разом з братом Мстиславом на князювання Ростово-Суздальськими боярами і сів у Володимирі. Однак, у 1175 молодші Юрійовичі Михайло та Всеволод з чернігівською допомогою розбили братів. Михайло став володимирським князем, а після його смерті, Мстислав, що вийшов з Новгорода, був розбитий при Липиці (1176) Всеволодом.
Спроба Ростиславичів підняти Гліба Рязанського проти Всеволода, який знову отримав допомогу з Чернігова, обернулася поразкою на Колокші (початок 1177). Під загрозою розорення рязанської землі брати Ростиславичі були видані Всеволоду та кинуті ним в поруб, після чого їх осліпили та відпустили.
Існує переказ, який передавався в новгородському літописі про те, що Ярополк Ростиславич дивом прозрів після старанної молитви в церкві святих Бориса та Гліба на Смядині в Смоленську.
У 1178, по смерті свого брата Мстислава, Ярополк обраний у князі новгородцями, але, за наполяганням Всеволода Юрійовича, незабаром його прогнали. По смерті новгородського князя Мстислава Хороброго у 1180 році новгородці посадили Ярополка в Торжку, звідки він став здійснювати набіги на суздальське прикордоння. У 1180 Ярополк брав участь у поході Святослава Всеволодовича Чернігівського проти Всеволода Юрійовича Суздальського, але коли новгородці разом з чернігівцями пішли до Друцька проти Давида Ростиславича Смоленського, Всеволод осадив Торжок, взяв його після 5-тижневої облоги та спалив. Ярополк був поранений стрілою і потрапив у полон.
За даними А. В. Екземплярського, він помер в ув'язненні у 1180, однак в інших джерелах зустрічається пізніший рік смерті. Остання згадка Ярополка в літописі, коли Всеволод Велике Гніздо зажадав від Ольговичів вигнати Ярополка зі своєї землі, датується 1196. У Войтовича зазначено, що він помер після 1196.